# Apocalipsis de Tomás
El Apocalipsis de Tomás (Revelación de Tomé; Αποκάλυψη του Τομέ) es una obra de los apócrifos del Nuevo Testamento, aparentemente compuesta originalmente en griego.

## Texto
El texto fue escrito en griego entre los siglos II y IV, y fue copiado o traducido al latín en Italia o África del Norte. Hay dos reseñas del texto, la segunda de las cuales contiene una interpolación aparentemente escrita en el siglo V. Se extendió por el noroeste de Europa, con manuscritos que datan de los siglos VIII y XI. Fue prohibido por Gelasio de Cízico en el siglo V, pero esto no parece haber minado su popularidad: el Apocalipsis de Tomás probablemente fue aceptado como canónico en ciertas partes del cristianismo occidental en los siglos IX y X.

## La obra
La visión reportada es sobre el fin del mundo, y parece ser una versión del Apocalipsis de Juan, escrito de una manera un poco menos enigmática.
La versión interpolada del Apocalipsis se destaca por haber inspirado los Quince Signos antes del Día del Juicio, una lista de quince signos entregados durante quince días que anuncian el Día del Juicio, una lista visionaria que se extendió por toda Europa y posiblemente siguió siendo popular hasta la época de Shakespeare.